# Безмолвное оружие для безмолвной войны
«Безмолвное Оружие для Безмолвной Войны» (англ. Silent Weapons For Quiet Wars) — конспирологический документ, представляющий собой конспективное изложение стратегии экономического подавления населения США и, предположительно, всего мира со стороны международной финансовой элиты. Опубликован американским писателем и публицистом Милтоном Уильямом Купером (1943—2001) в книге «Смотри на Всадника на Бледном Коне» (англ. Behold a Pale Horse; 1991), наряду с переводом Протоколов Сионских мудрецов и различными уфологическими свидетельствами; по утверждению Купера, этот текст был случайно обнаружен в 1979 г. в копировательной машине.